# UB-80号潜艇
陛下之UB-80号艇是德意志帝国海军于第一次世界大战期间建造的其中一艘UB-III型近岸潜艇或称U艇。它由不来梅的威悉船厂承建，于1917年8月4日新船下水，至同年9月8日交付使用。其全长55.85米，水面及水下排水量分别为516吨和647吨，艇载武器则包括五具500毫米鱼雷发射管以及一门88毫米口径甲板炮。UB-80号入役后曾先后被部署至佛兰德区舰队和第二区舰队，并参与了大西洋潜艇战。在十次巡逻期间，该艇合共击沉了协约国或中立国的19艘商船和1艘辅助军舰，容积总吨为35478吨。战后，根据对德停战协定的要求，UB-80号于1918年11月26日被引渡至英国哈维奇正式向协约国投降，后移交意大利，至1919年在拉斯佩齐亚拆解报废。

## 设计
UB-80号是不来梅威悉船厂承建的UB-III型第二批次（UB-80至UB-87号）的首艇，由德意志帝国海军潜艇监察局于1916年9月23日向订购、同年12月12日动工，至1917年8月4日下水。其全长55.85米，舷宽5.80米。艇体采用双壳体结构，水面及水下排水量分别为516吨和646吨，浮起时的吃水深度为3.72米。由于无需像UC-II型艇那样提供水雷布设装置，设计工程师对潜艇舷弧进行了优化，增大了司令塔体积，配备两具潜望镜，司令塔与控制室之间增加一道水密舱壁。这些改进显著提高了潜艇的水下机动性和生存力。为了达到更高的航速，UB-80号采用两台科尔庭六缸四冲程530匹公制馬力（390千瓦特）柴油机用于水面运行，以及两台394匹公制馬力（290千瓦特）的布朗-博韦里电动发电机用于水下航行；水面最高航速13.4節（24.8每小時），水下7.5節（13.9每小時）；能够在水面以6節（11每小時）航速续航8,180海里（15,150），或以4節（7.4每小時）连续在水下航行50海里（93）而无需充电。
UB-80号的主武器为五具500毫米艇艏鱼雷发射管，其中艇艏四具采用层叠式布局分居两侧、艇艉一具，并可搭载合共10枚G6型鱼雷。辅助武器则是一门88毫米30倍径速射炮。其标准船员编制为3名军官加31名水兵。

## 服役历史
1917年9月8日，UB-80号正式入役，随即展开海试。其首任暨唯一一任艇长是曾先后执掌UC-10、UB-20、UB-32和UC-65号的功勋指挥官——海军上尉马克斯·菲贝格。完成海试后，该艇独力驶往比利时，于11月6日加入驻泽布吕赫的佛兰德区舰队，从此展开大西洋潜艇战，足迹遍及北海的南湾、英吉利海峡、斯塔特角、设得兰群岛、费尔岛和法尔茅斯湾。尽管UB-80号其后于1918年10月7日转编至驻威廉港的第二区舰队，但其所有战功都是在佛兰德服役期间取得：在十次巡逻中，该艇合共击沉了协约国或中立国的19艘商船和1艘辅助军舰，容积总吨为35478吨。
1918年7月30日，UB-80号在斯塔特角以西约25海里（46）处偶然发现了一艘西行船只。这是一艘732总吨、被英国皇家海军征用为Q船的钢制煤船斯托克力量号（Stock Force），当时正受海军中尉哈罗德·奥滕指挥。下午5点，UB-80号射出一枚鱼雷，斯托克力量号的船员发现了它的踪迹，遂尽最大努力朝左转舵，并将发动机全速倒车进行规避。尽管如此，他们还是无法幸免于难，鱼雷击中了Q船的右舷前部。爆炸造成斯托克力量号的隐藏的前置炮失效和一个直径约40英尺（12）的孔洞。奥滕只得让部分船员们执行排练已久的“弃船”命令，而隐藏的炮手则静候UB-80号浮出水面，并在其接近至约300碼（270）时揭下所有的伪装，以两门4英寸（100）炮同时开火。第一轮齐射击落了潜艇的一具潜望镜，第二正中司令塔的中心并将其摧毁，第三轮则扫射了潜艇的水线下方。经过逾20次中弹后，UB-80号受损严重，但仍设法驶回了佛兰德的基地。斯托克力量号也设定陆地航向，但最终在博尔特泰尔附近海域沉没。
战后，根据对德停战协定的要求，UB-80号于1918年11月26日被引渡至英国哈维奇正式向协约国投降，后移交意大利，至1919年5月在拉斯佩齐亚拆解报废。

## 袭击历史摘要
| 日期           | 船名            | 船籍         | 吨位 | 结局 |
| -------------- | --------------- | ------------ | ---- | ---- |
| 1917年11月26日 | 安戈号          | 法國         | 7393 | 击伤 |
| 1917年11月27日 | 布利莫尔号      | 英国         | 3755 | 击沉 |
| 1917年11月30日 | 卡利比亚号      | 英国         | 4930 | 击沉 |
| 1917年12月4日  | 法夫号          | 挪威         | 1255 | 击沉 |
| 1917年12月5日  | 亚美尼亚号      | 美国         | 5463 | 击伤 |
| 1918年1月11日  | 巴尔萨克号      | 法國         | 1806 | 击沉 |
| 1918年1月11日  | 密西西比号      | 法國         | 6687 | 击伤 |
| 1918年1月14日  | 亚瑟·卡博尔号   | 法國         | 822  | 击沉 |
| 1918年1月17日  | 金斯代克号      | 英国         | 1710 | 击沉 |
| 1918年1月17日  | 战蓟号          | 英国         | 5166 | 击伤 |
| 1918年3月4日   | 波尔凯里斯号    | 法國         | 943  | 击沉 |
| 1918年3月5日   | 厄斯克莫尔号    | 英国         | 3189 | 击沉 |
| 1918年3月7日   | 玛莎号          | 比利时       | 653  | 击沉 |
| 1918年3月9日   | 格拉讷号        | 挪威         | 1122 | 击沉 |
| 1918年4月15日  | 艾尔萨岩号      | 英国         | 601  | 击沉 |
| 1918年4月16日  | 乔治·哈珀号     | 英国         | 1613 | 击伤 |
| 1918年4月18日  | 巴姆斯号        | 英国         | 958  | 击沉 |
| 1918年4月21日  | 西门号          | 英国         | 1760 | 击沉 |
| 1918年4月25日  | 塞维利亚号      | 挪威         | 1318 | 击沉 |
| 1918年6月7日   | 阿克斯佩·门迪号 | 西班牙       | 2873 | 击沉 |
| 1918年6月10日  | 斯特林号        | 英国         | 2143 | 击沉 |
| 1918年6月11日  | 博马号          | 英国         | 2694 | 击沉 |
| 1918年7月30日  | 斯托克力量号    | 英國皇家海軍 | 732  | 击沉 |
| 1918年9月6日   | 奥达号          | 英国         | 975  | 击沉 |
| 1918年9月9日   | 塔罗斯号        | 挪威         | 1239 | 击沉 |

## 脚注
1. ↑  Rössler，第55頁.
2. 1 2 3  Helgason, Guðmundur. . German and Austrian U-boats of World War I - Kaiserliche Marine - Uboat.net.   [2009-02-13].
3. 1 2 3 4  Gröner 1991，第25-30頁.
4. 1 2  Helgason, Guðmundur. . German and Austrian U-boats of World War I - Kaiserliche Marine - Uboat.net.   [2015-02-07].
5. ↑  陈进，第239頁.
6. ↑  NARS，第120頁.
7. 1 2  Helgason, Guðmundur. . German and Austrian U-boats of World War I - Kaiserliche Marine - Uboat.net.   [2015-02-04].
8. ↑  . Wreck of the Week. 2018-07-30  [2022-05-09].
9. ↑  . Heritagegateway.   [2022-05-09]. （原始内容存档于2022-05-09）.